# Середа, Ярослав Иванович
Яросла́в Ива́нович Середа (укр. Ярослав Іванович Середа, 28 ноября 1900, г. Радехов (ныне Львовской области Украины) — 25 марта 1981, Львов) — украинский советский учёный в области нефтепереработки, геолог-нефтяник, член-корреспондент АН УССР (1951). Депутат Верховного Совета УССР 1—4-го созывов.

## Биография
Родился в многодетной семье повятового школьного инспектора. После окончания в 1918 г. гимназии во Львове, служил в Украинской Галицкой армии, участник польско-украинской войны 1918—1919 г.
В 1925 г. окончил химический факультет Пражского технического университета, затем в течение двух лет (1925—1927) продолжал учёбу при кафедре технологии нефти Львовского политехнического института по руководством профессора-геолога Станислава Пилята.
Позже Я. И. Середа работал старшим ассистентом, адъюнктом кафедры технологии нефти. В 1935 г. переходит на должность руководителя исследовательских работ на государственном предприятии «Польмин» (ныне Дрогобычский нефтеперерабатывающий завод) в г. Дрогобыче. Во время немецко-фашистской оккупации
Я. И. Середа находился в эвакуации, работал по специальности на Грозненском, затем Уфимском нефтеперерабатывающих заводах.
В 1944 г. вернулся на Западную Украину для восстановления нефтеперерабатывающих заводов. Работал начальником отдела Укрнефтекомбината (1944 - 1945), начальником отдела, главным инженером - заместителем управляющего (с 1947 г.) трестом «Укрнефтезаводы» в Дрогобыче.
В 1948 г. создается Львовский филиал Академии наук УССР, где одним из основных направлений становится геологическое изучение территории Западной Украины. Я. Середу, как одного из авторитетных ведущих специалистов избирают членом-корреспондентом АН УССР, хотя на то время он не имел никаких научных званий и степеней. В 1953—1956 г. работал заместителем председателя Львовского филиала АН СССР. Кандидат химических наук (1956).
В 1956 г. он оставляет научно-административную работу, создает и возглавляет научную лабораторию проблем нефти Института геологии и полезных ископаемых АН УССР (с 1960 — Институт геологии и геохимии горючих ископаемых АН УССР) (1956—1963). С 1963 г. — руководитель лаборатории поверхностно-активных веществ во Львовском филиале Украинского научно-исследовательского и проектного института нефтеперерабатывающей и нефтехимической промышленности «УкрНИИПРОнефть» .

## Научная деятельность
В начале своей научной деятельности Я. И. Середа проводил химические исследования кислых гудронов, результаты которых имели не только теоретическое значение, но и практическое применение. На протяжении нескольких лет Середа получил 16 патентов в Польше, Англии, Франции, США, Австрии, Румынии и Данциге.
Основные научные труды Я. И. Середы относятся к проблемам химии нефти, в частности, нефтяных сульфокислот в смесях с нафтеновыми кислотами и минеральными маслами, разработал новые методы анализа химического состава органичной массы кислых гудронов, нафтеновых сульфокислот в разных сульфопродуктах, новый способ комплексной переработки кислых гудронов и т. д.
Автор более 30 научных работ, в частности, таких монографий как «Метод анализа грунтового химического состава органической массы кислых гудронов» (1956), «Исследование свойств некоторых маслонерастворимых сульфокислот» (1965). Имеет около 20 патентов и свидетельств на изобретение средств переработки нефтепродуктов, которые применяются во многих
странах мира.

## Награды
- орден Октябрьской революции
- другие ордена и медали СССР.